# Das Gold (Peter Rosegger)

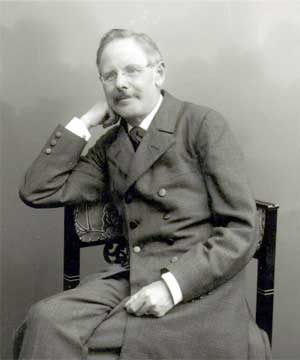
Peter Rosegger um 1905

Das Gold ist eine Erzählung des österreichischen Schriftstellers Peter Rosegger, die im August (Heft 11) 1904 der Grazer Monatsschrift Heimgarten erschien.

## Inhalt
Die Italienreise des 50-jährigen Ich-Erzählers, eines österreichischen Gutsbesitzers, war von Venedig bis Neapel ein Reinfall. Mitte Juni wieder daheim auf seinem Schloss über dem Tal der Kaal, spricht eine Abordnung aus allen sieben Dörfern der Gemeinde beim Schlossherrn vor. Der Strehlhöfinger verspricht dem Herrn in gesetzter Rede ein Spektakel für den kommenden Abend.
Von einem Fenster seines Schlosses aus überschaut der Erzähler das Land. Drunten liegt das Tal der Kaal mit seinen sieben Dörfern und droben trägt der Kegel, das ist der höchste Berg der Umgebung – wahrscheinlich vulkanischen Ursprungs, gegen Ende Juni immer noch seine Schneehaube. Jenes Spektakel spielt sich in der Sonnenwendnacht auf dem alten Vulkankegel ab. Veranstaltet wird es für den Schlossherrn von Holzknechten und Bauernburschen der Gemeinde. Mit Pechfackeln saust die Kaaler Jugend auf ihren Schlitten den Berg hinab.
Am nächsten Tag muss der Erzähler nicht lange danach forschen, weshalb die anhänglichen Kaaler ihrem Herrn dieses nächtliche Schauspiel geboten haben. Noch ganze sieben Jahre hat der Herr die Jagd, seine einzige Freude, gepachtet. Die Bauern bitten um Kündigung des Vertrages der Wildschäden wegen. Nichts da! Als Begüterter hat sich der Erzähler noch nie um die Sorgen und Nöte der Bergbewohner ernsthaft geschert. Zudem ist er kein Einheimischer. Das Schloss – eine alte Räuberburg in dem vergessenen Gebirgstal – hat der Junggeselle einer verkrachten Grafenfamilie abgekauft.
Drei Tage nach der Sonnenwende versiegen nach einem Lawinenabgang vom Kegelberg die Bäche. Die Bauern der sieben Dörfer im Tal treiben das Vieh aus den Ställen auf die Almen. Am darauffolgenden Tag zerstört eine Mure einen Großteil der Bauerngüter im Tal der Kaal. Der Strehlhöfinger bittet den Schlossherrn um Hilfe. Dieser denkt nicht an Beistand. Im Gegenteil, während des Schauens auf den talwärts fließenden Strom aus Schlamm und Gestein, hatte er ein Wohlbehagen empfunden.
Im Verlaufe der Inspektion des immensen Schadens – auch oberhalb des Schlosses nach dem Kegelberg hin – entdeckt der den Schlossherrn begleitende Oberförster im Bachsand Goldkörnchen. Der Erzähler kauft dem Dorf umgehend das Terrain um den Kegelberg ab, bestellt Bergleute und lässt angeblich nach Quarz und Steinkohle graben. Als die Knappen Feierabend gemacht haben, sucht der Schlossherr im Stollen auf eigene Faust nach Gold. Welch ein Wunder – die Stollenwände funkeln im Licht der Grubenlampe golden auf. Die nächste Lawine donnert vom Kegelberg herab und verschüttet den Stolleneingang. In der hereingebrochenen Finsternis besinnt sich der Verschüttete. Was für ein elender Nichtsnutz war er sein Leben lang gewesen! Warum hatte er das Menschsein vergessen?
Nach 64 Stunden rastlosen Grabens rettet die Dorfbevölkerung ihren Herrn. Dieser erkennt – das Gold war in Wirklichkeit Quarz. Der Herr hilft fortan tatkräftig beim Wiederaufbau der verwüsteten Bauernhöfe und resümiert, echtes Gold ist zumeist nicht in den Mineralien, sondern in den Herzen der Menschen auffindbar.

## Rezeption
Nach Rieken wolle Rosegger dem „Egoismus des Schlossherrn“ die „Uneigennützigkeit der Bevölkerung“ gegenüberstellen. Der Schlossherr, anfangs ein Musterexemplar der „Individualisierung“, entwickelt schließlich „Gemeinschaftsbewusstsein“.
Rieken beobachtet das aus dem Märchen bekannte Motiv des Verschlungen-Werdens – hier von einem Berg. Die alten Heidengötter rächten sich damit an dem frevelhaften Ritt der Dorfjugend zur Sonnenwende vom Berg herab. Die Burschen fahren mit brennbaren Material wahrscheinlich mehr zu ihrem Vergnügen auf ihren Schlitten als zur Unterhaltung des Schlossherrn. Der Strehlhöfinger lege das Spektakel lediglich nach seiner Intention aus und Rosegger verkläre das nächtliche Geschehen.

## Ausgaben
- Wie ich das Gold fand. Aus den Schriften eines Gutsbesitzers. Mitgeteilt von Peter Rosegger. In: Heimgarten. Band 28. Leykam, Graz 1904, S. 797–809 (archive.org).
- Das Gold. Aus den Schriften eines Gutsbesitzers. In: Peter Rosegger: Das Buch der Novellen. Dritter Band, L. Staackmann. Leipzig 1916, S. 239–258.
- Wie er das Gold fand. In: Peter Rosegger: Nixnutzig Volk. Eine Bande paßloser Leute. Verlag tredition. Hamburg 2011, ISBN 978-3-8424-1930-8.